# John Smith (botánico)
John Smith  (1798 – 1888) fue un botánico inglés. Se desempeñó como curador del Real Jardín Botánico de Kew, habiendo ingresado a esos jardines reales en 1822, como ayudante de W. T. Aiton, y luego su asistente principal en 1826. Fue un incansable estudioso de las exóticas orquídeas que recibía el Jardín.
Fue curador con Sir W. Hooker hasta 1864. Aunque su interés primordial fueron los helechos, tenía un amplio entendimiento de las vasculares y de su cultivo.
Asimismo, impidió en los jardines la caída catastrófica durante el siglo XIX, cuando fueron abandonados en las prioridades de financiación. De acuerdo con el sitio web de Kew: 

"Es significativo que cuando Smith llegó a Kew, 40 especies de helechos eran cultivadas pero cuando el curador Smith se retiró, había 1.084".

## Algunas publicaciones

### Libros
- 1856 Catalogue of Ferns in the Royal Gardens at Kew. HMSO, London, England. 1856. 8pp, 210x140mm, PB

- 1857 Cultivated Ferns: Or a Catalogue of Exotic and indigenous Ferns Cultivated in British Gardens, with Characters of General Principal, Synonyms, etc. William Pamplin, Londres. 1857. xii, 84 pp. 163x103 mm, HB. También, posiblemente, una edición de 1864

- 1866 Ferns: British and Foreign, Their History, Geography, Classification and Enumeration of the Species of Garden Ferns with a Treatise on Their Cultivation, etc. 1ª ed. Robert Hardwicke, Londres. 1866. xiv, 412 (2) pp. 195x125 mm, HB; Web: http://www.archive.org/details/fernsbritishfore00smitrich. También 2ª ed. (1877) y 3ª ed. (1879), subtitulada The History, Organography, Classification and Enumeration of the Species of Garden Ferns.; web: http://www.archive.org/details/fernsbritish00smitrich

- 1875 Historia Filicum: an exposition of the nature, number and organography of ferns, and review of the principles upon which genera are founded, and the systems of classification of the principal authors, with a new general arrangement; characters of the genera; remarks on their relationship to one another; their species; reference to authors; geographical distribution; etc., etc. MacMillan & Co., Londres. 1875. (2) /xvi/429/ (5) pp. 190x120 mm, HB; web: http://www.archive.org/details/historiafilicume00smitrich reimpreso en 1981

- 1878. Bible plants, their history. 265 pp.

- 1871. Domestic Botany. Ed. L.Reeve & Co.

- La abreviatura «J.Sm.» se emplea para indicar a John Smith como autoridad en la descripción y clasificación científica de los vegetales.[1]

## Fuente
- Desmond, R. 1994. Dictionary of British & Irish Botanists & Horticulturists includins Plant Collectors, Flower Painters & Garden Designers. Taylor & Francis & The Natural History Museum, Londres.